# Sünikon
Sünikon (Dialekt: Sünike) ist ein Ortsteil der politischen Gemeinde Steinmaur im Bezirk Dielsdorf des Kantons Zürich in der Schweiz. Sünikon liegt im östlichen Wehntal im Zürcher Unterland.
In der Nähe des Dorfes liegt die Burgruine Sünikon.

## Wappen
Mauer mit darüberliegender Sonne

## Name
Den Namen verdankt Sünikon dem ehemaligen Keltenstammführer Suono, der am Ort des heutigen Sünikons das Dorf  Suonikon gründete.